# 上海锦江饭店

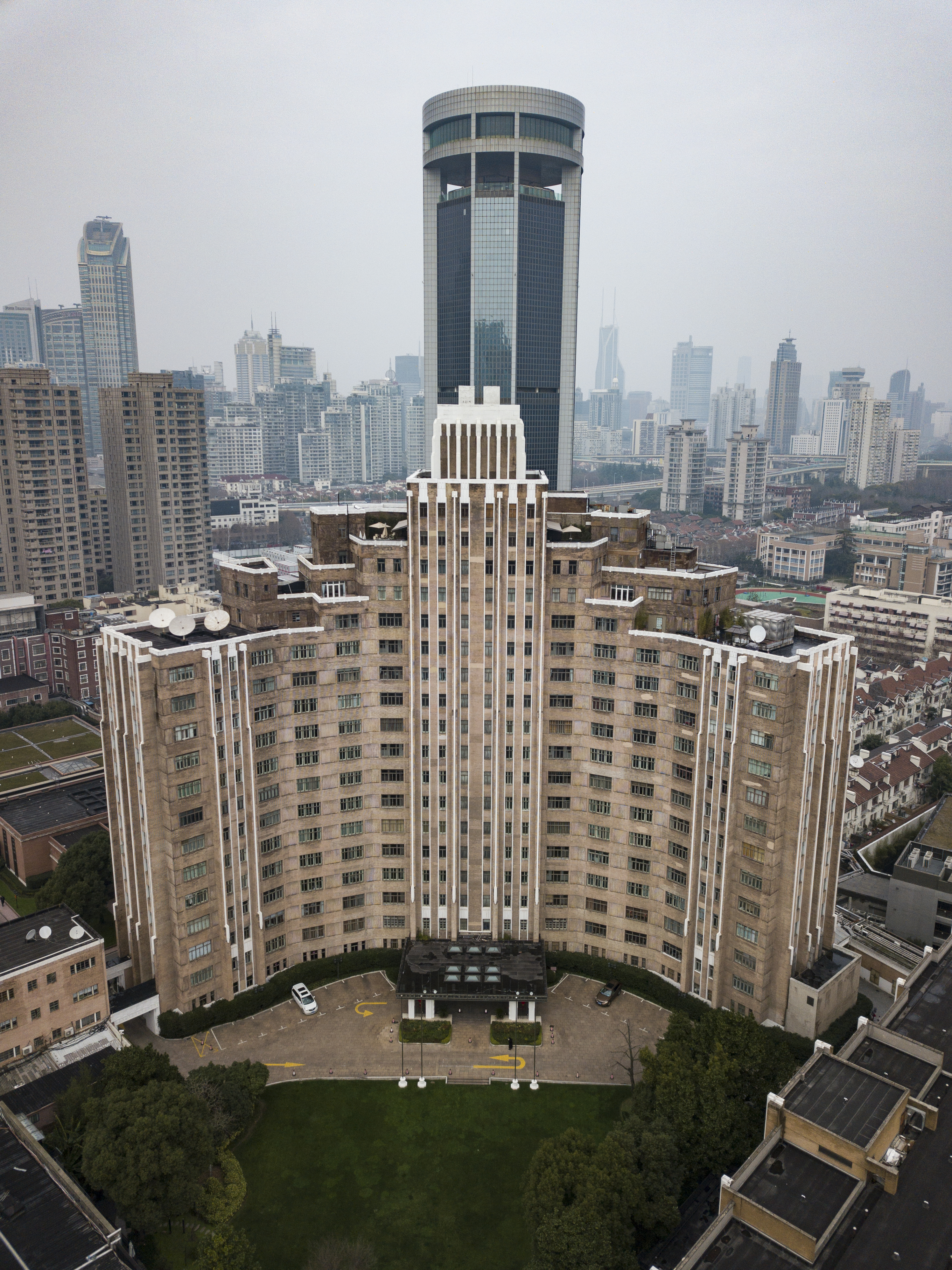
原峻岭寄庐

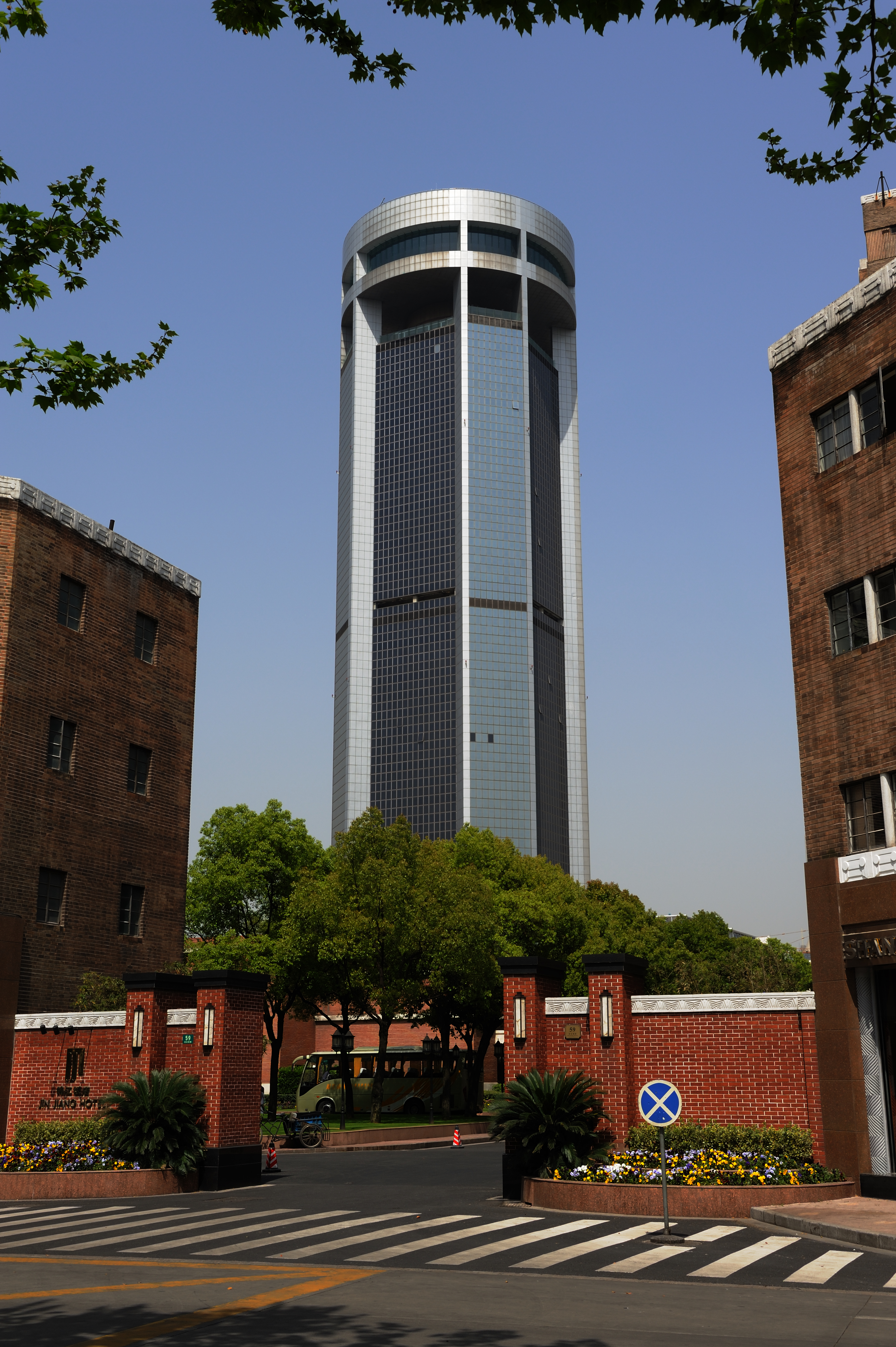
锦江饭店正门和新锦江大酒店

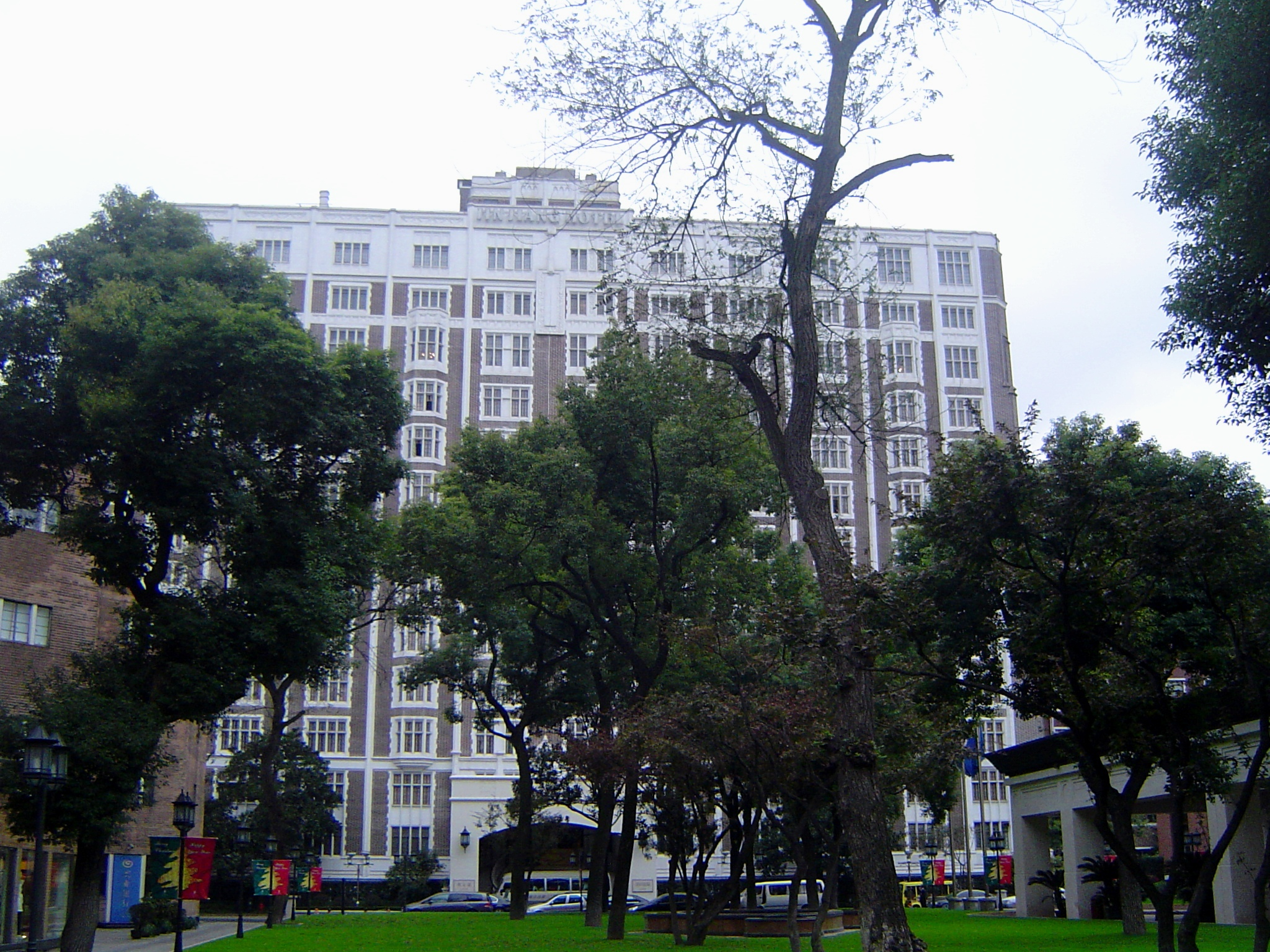
原华懋公寓

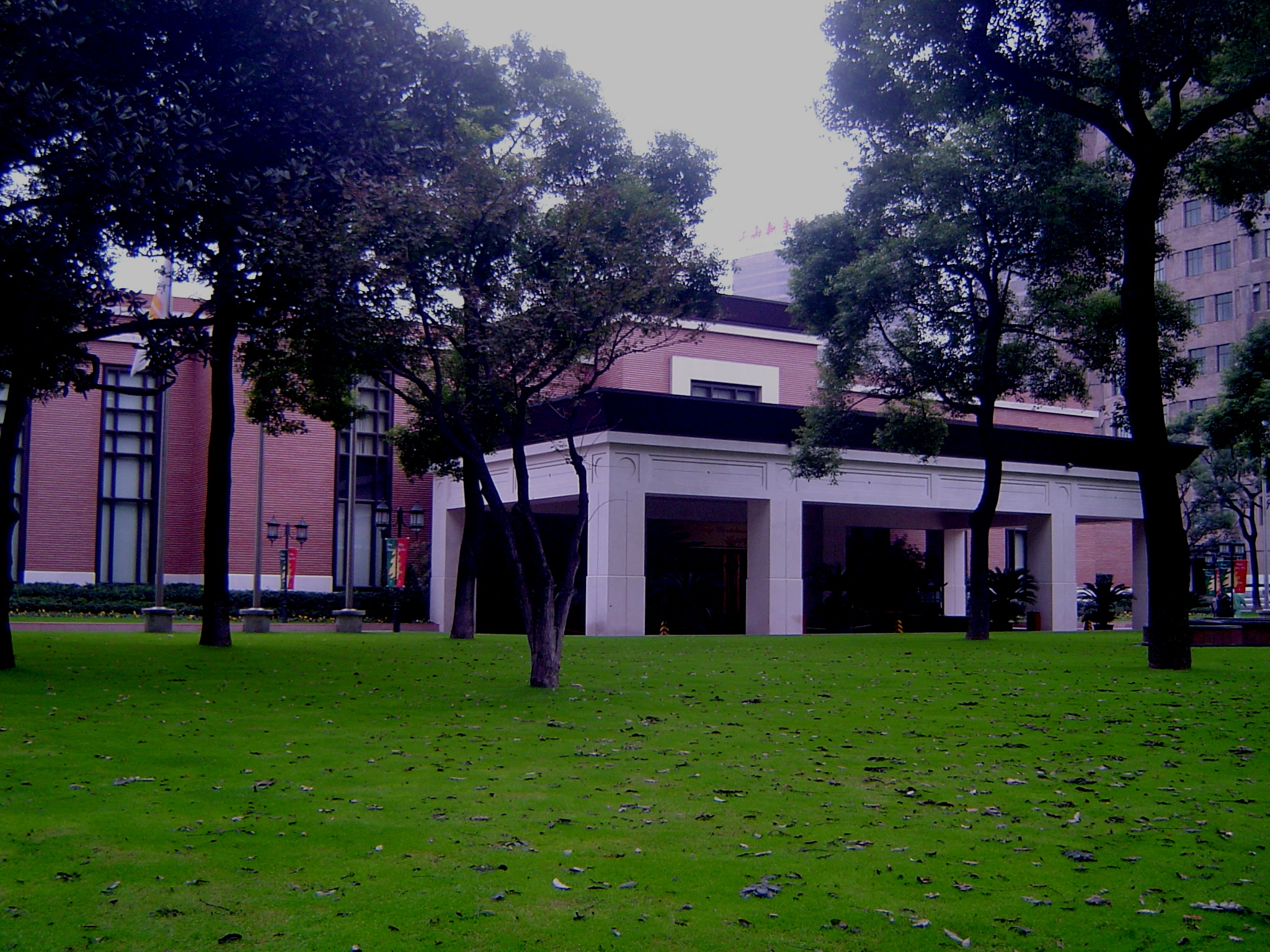
锦江饭店小礼堂

锦江饭店是中国上海的一家五星级饭店，位于黄浦区茂名南路59号（行政上属瑞金二路街道），近淮海中路，隶属于锦江国际集团。饭店於1951年6月9日开业，接待过不少国家元首和名人宾客。

## 历史
锦江饭店的创始人为董竹君。1935年3月15日，董竹君在大世界附近的华格臬路（今宁海西路）开设锦江川菜馆，以成都锦江命名，次年在华龙路（今雁荡路）开办锦江茶室并率先公开招聘女服务员。1951年，上海市人民政府安排锦江川菜馆与锦江茶室进驻华懋公寓，改为锦江饭店，作为招待高级干部与外宾的国宾馆；同年6月9日正式挂牌，董竹君为首任董事长。此后接待过四百多位国家元首和政府首脑。
1972年尼克遜訪華，美国代表团下榻锦江饭店。标志着中美两国关系走向正常化的《上海公报》也是在锦江饭店小禮堂签订和发布。
1988年7月29日，锦江饭店发生了上海在中华人民共和国成立后第一起杀害外国人的重大恶性案件，日本人小林康二被曾为京剧演员的朱文博杀害在房间。

## 结构
锦江饭店包括三幢近代建筑，原来均为英国籍伊拉克裔犹太人维克多·沙逊的高档产业，由公和洋行设计的装饰艺术派建筑。
- 锦北楼：原名华懋公寓，长乐路175号，高13层，1929年建成，1951年被当局没收并改为饭店。
- 贵宾楼：又名中楼，高18层，原名峻岭寄庐、峻岭公寓或音译为高纳公寓、格林文纳公寓（The Grosvenor House），1934年落成，1956年改为“茂名公寓”，部分公寓分配予高级知识分子，后又在反右运动中“扫地出门”，此后划归锦江饭店。
- 峻岭楼：又名西楼，峻岭寄庐附属建筑，沿茂名南路的三层公寓。长期出租做商务楼。

三座建筑均于1989年列为上海市文物保护单位。
另有
- 锦楠楼，5层，毗邻国泰电影院，建于1965年[6] ，现为行政客房
- 锦江小礼堂：建于1959年，同年中国共产党八届七中全会在这里召开，1972年2月28日中美联合公报在此发表[7]

1990年，锦江饭店被评为四星级饭店。2000年3月16日，锦江饭店被国家旅游局评为五星级饭店。
锦江饭店的两幢主楼原来都是新沙逊洋行下属华懋地产公司所有的公寓楼，1949年国共内战结束前沙逊家族抛售华懋地产公司股权时由厉树雄购下大部股权。两幢大楼在20世纪50年代初分别被中共当局没收后先后划拨予锦江饭店。